# Artah

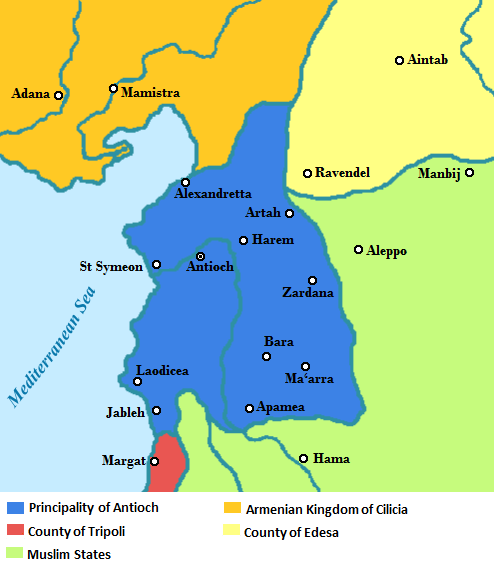
Artah all'interno dei confini del Principato di Antiochia

Artah (in arabo أرتاح‎?; corrispondente alla moderna Reyhanlı) era una città medievale e sede di un castello fortificato distante 40 km circa da Antiochia, collocata a est/nord-est. La località si trovava a est del ponte di ferro, il quale sorgeva sopra l'Oronte, lungo la strada romana che collegava Antiochia e Aleppo.